# Ahmed Jaabari
Ahmed al-Jaabari (arabe : أحمد الجعبري), né en 1960 et tué le 14 novembre 2012, est une personnalité politique palestinienne. 
Il est le chef des brigades Izz al-Din al-Qassam, branche armée du mouvement Hamas, de 2002 jusqu'à son assassinat par l'armée israélienne en 2012. 
Il appartient au courant modéré du Hamas, représenté notamment par Ismaël Haniyeh.

## Biographie
Ahmed al-Jaabari grandit dans un quartier surpeuplé de Gaza, du temps de l'occupation israélienne du territoire. Il rejoint dans sa jeunesse le Fatah, parti nationaliste et laïc de Yasser Arafat et étudie l'histoire à l'Université islamique de Gaza. Emprisonné par Israël pendant 13 ans, de 1982 à 1995, il fait la connaissance en détention d'Abdel Aziz al-Rantissi, Nizar Rayyan et Salah Shehadeh, trois membres du Hamas qui seront assassinés par Tsahal.
Il rejoint le Hamas à sa libération et participe à des opérations armées contre Israël, ce qui lui vaut d’être arrêté en 1998 par la police de l'Autorité palestinienne et détenu pendant un an.
Ahmed est devenu commandant et chef exécutif de la branche armée du Hamas lorsque Mohammad Deïf est blessé à la suite d'un raid israélien en 2003.  Sous son impulsion, les Brigades Izz al-Din al-Qassam deviennent de plus en plus professionnelles, après le lancement de la seconde intifada contre l'occupation israélienne en 2000.
Il échappe à plusieurs tentatives d'assassinat de la part d'Israël, dont l'une en 2004, a coûté la vie à son fils aîné, son frère et à trois de ses cousins,,. Se sachant traqué par l'armée israélienne, il mène une vie clandestine extrêmement rigoureuse et n'apparait quasiment jamais en public.
Il est personnellement impliqué dans la capture du soldat franco-israélien Gilad Shalit. C'est lui qui a remis personnellement le soldat israélien aux médiateurs égyptiens le 18 octobre 2011. Ce fut l'une de ses seules apparitions publiques.
Il œuvre pour la coopération avec Israël dans un contexte où le Hamas tente de bloquer les tirs de roquette de petits mouvements indépendantistes en direction d'Israël et en arrêtant les militants de ces mouvements.
Ahmed négociait également des accords de paix avec Israël avec l'aide du gouvernement égyptien,.
Il a été tué le 14 novembre 2012 lors d'une frappe aérienne, au début de l'opération militaire israélienne « Pilier de défense », qui cause au total 177 morts palestiniens, dont au moins 26 enfants, et plus de 1 200 blessés.